# L'home de Mackintosh
L'home de Mackintosh (títol original: The Mackintosh Man) és una pel·lícula d'espies de la Guerra Freda de 1973 dirigida per John Huston a partir d'un guió de Walter Hill, basada en la novel·la The Freedom Trap de l'autor anglès Desmond Bagley. Està doblada al català.
Paul Newman interpreta a Joseph Rearden, un lladre de joies convertit en agent d'intel·ligència, enviat a infiltrar-se en una xarxa d'espies soviètics a Anglaterra, ajudant un dels seus agents a sortir de la presó. El repartiment també compta amb Dominique Sanda, James Mason, Harry Andrews, Michael Hordern i Ian Bannen.
Filmat a Anglaterra, Malta i la República d'Irlanda, The Mackintosh Man va ser estrenat als Estats Units per Warner Bros. el 25 de juliol de 1973, on va rebre una resposta crítica variada. Huston el va anomenar "un thriller d'espies amb alguns moments divertits" que era similar al seu anterior La carta del Kremlin.

## Argument
Un membre de la intel·ligència britànica assumeix una identitat criminal fictícia i es deixa atrapar, empresonar i alliberar per infiltrar-se en una organització d'espionatge i exposar un traïdor.

## Repartiment
- Paul Newman com Joseph Rearden[5]
- Dominique Sanda com Mrs Smith
- James Mason com Sir George Wheeler
- Harry Andrews com Mackintosh
- Ian Bannen com Ronald Slade
- Michael Hordern com Brown
- Nigel Patrick com Soames-Trevelyan
- Peter Vaughan com inspector Brunskill
- Roland Culver com jutge
- Percy Herbert com Taafe
- Robert Lang com Jack Summers
- Leo Genn com Rollins
- Jenny Runacre com Gerda
- John Bindon com Buster
- Hugh Manning com fiscal
- Wolfe Morris com comissari de la policia maltesa
- Noel Purcell com O'Donovan
- Niall MacGinnis com Warder
- Eddie Byrne com pescador
- Shane Briant com Cox
- Joe Lynch com Garda
- Donal McCann i Tom Irwin com bombers

## Producció

### Guió
El guió va ser escrit per Walter Hill, qui més tard ho va recordar com una experiència infeliç. Tenia una disputa legal amb Warner Bros. pel fet que havien venut el seu guió de Hickey i Boggs a United Artists sense pagar diners addicionals a Hill. Com a compromís, Warners va enviar a Hill algunes novel·les que havien optat i li van oferir pagar perquè escrigués el guió d'una. Va seleccionar The Freedom Trap de Desmond Bagley. La novel·la de 1971 es va basar vagament en l'exposició i la deserció de George Blake, un talp soviètic a l'MI6.
Hill va dir: "Vaig escriure un guió ràpid que no estava especialment enamorat de mi mateix" i "per a la meva sorpresa i sorpresa" Paul Newman va acceptar protagonitzar i John Huston va voler dirigir. El soci productor de Newman, John Foreman, la produiria. La pel·lícula va ser finançada per Warners com a part de la llista de pel·lícules per a Dick Shepherd.
"Algú voldria pensar que t'equivoques sobre les meravelles del teu treball, però no m'ho vaig creure", va dir Hill. "Aquesta part va resultar ser certa".
Hill va treballar en el guió amb Huston i diu que el director estava malalt. Tot i que Hill va acabar amb l'únic crèdit de la pantalla, diu: "Vaig escriure el 90% de la primera meitat, la resta va escriure diverses persones. No em va semblar una pel·lícula molt bona".
William Fairchild va ser un dels escriptors no acreditats del guió.

### Rodatge
Segons un article contemporani sobre la realització de la pel·lícula, el guió no es va completar dues setmanes després del rodatge.
La pel·lícula es va rodar a Anglaterra, República d'Irlanda i Malta. L'escena on Slade i Rearden escapen de la presó es va inspirar en la fugida de Blake de Wormwood Scrubs el 1966. Les escenes de la presó es van filmar a la presó de Liverpool i a la presó de Kilmainham a Dublín, Irlanda.
La casa on Slade i Rearden es queden després de la seva fugida és la casa Ardfry, Oranmore, al comtat de Galway, Irlanda, un castell abandonat en ruïnes.
L'escena en què Rearden s'adona que Slade és a bord del iot de Wheeler es va rodar a Roundstone, comtat de Galway, Irlanda.

## Recepció
La pel·lícula va rebre una recepció mixta quan es va estrenar i no va tenir un bon rendiment a taquilla ni al Regne Unit, ni als Estats Units ni al Canadà. David Robinson, crític de The Times, va trobar que la història era un thriller d'espionatge molt previsible i típic, mentre que la direcció de John Huston encara la feia veure a causa del do de Huston per a la narració. Variety va escriure que era "una història domesticada d'espionatge i contraespionatge britànic", i va afegir que "aquí no passa res". The Hollywood Reporter la va anomenar "una bona pel·lícula de gènere en la vena gelada de El falcó maltès ", i encara que "no és ni tan rica ni tan fina com aquell clàssic de Huston, però explica una història interessant amb un sentit segur d'atmosfera, ubicació i personatges secundaris". Roger Ebert va escriure que va ser "potser la primera pel·lícula antiespionatge", ja que "sembla que va ser feta per un grup de persones sense cap simpatia ni comprensió per les pel·lícules d'espies". Time Out el va anomenar un "thriller a l'antiga raonablement entretingut" "si pots acceptar a Newman com un australià totalment poc convincent..., una sèrie d'accents espantosa (principalment irlandès) i Dominique Sanda com un membre improbable de la Servei secret britànic".
Walter Hill diu que mai va veure el producte final, però li van dir que era "una autèntica bomba".